# 일릭 카간
일릭 카간(한국 한자: 伊利可汗 이리가한, 영어: Ilig qaghan, 생년 미상 ~ 634년)은 동돌궐의 11대 카간이자 마지막 카간이다. 휘는 아시나 토피(阿史那咄苾, Ashina To-pi)이다. 당 정관 4년(630년), 전쟁을 하다 붙잡혀 전사하였다. 이로써 동돌궐은 일시적으로 화북에서 철수하고 몽골 지역에서 세력을 재정비하였다.

## 생애
야미 카간(啓民可汗)의 셋째 아들로 태어나, 돌궐의 바가투르 샤(莫賀咄設)가 되었다.
무덕(武德) 3년(620년)에 손윗형 출라 카간(處羅可汗)이 사망하면서 일릭 카간으로 즉위했으며, 레비라트 법에 따라 출라 카간의 부인이자 수의 공주였던 의성공주(義成公主)를 아내로 맞았고, 시피 카간(始畢可汗)의 적자인 조카 십팔필(什鉢苾)을 토리스 카간(突利可汗)으로 삼았다. 또한 당에 사신을 보내 출라 카간의 사망을 알렸다.
무덕 4년(621년) 4월에 일릭 카간은 몸소 1만 기를 거느리고 당시 당의 마읍(馬邑)의 도적 원군장(苑君璋)과 함께 당의 안문(雁門)을 공격했는데, 당의 종실인 정양왕(定襄王) 이대은(李大恩)에게 패했으나 당나라 귀족 20만명을 끌고 갔다. 그러나 이듬해 2월에 이대은이 일릭 카간을 공격했을 때, 카간은 당시 당조에 항거하던 군벌 유흑달(劉黒闥)과 함께 이대은의 당군을 포위하여 이대은을 사로잡고 당나라 백성 12만명을 끌고 간다.
6월에 유흑달은 튀르크를 끌어들여 하북(河北) 지역을 약탈하였고, 일릭 카간은 다시 몸소 5만 기를 거느리고 남쪽으로 당의 분주(汾州)를 공격했으며, 또한 수천 기를 보내 서쪽으로 영주(靈州), 원주(原州) 등지를 점렴한다. 진왕(秦王) 이세민(李世民)이 포주도(蒲州道)를 따라 영주와 원주에서 튀르크를 공격했으나 실패하였고 이 무렵 일릭 카간은 병주(并州)를 포위 공격하면서 병사를 나누어 분주, 노주(潞州) 등지를 다시 점령하여 5천 명 가까운 당나라 백성을 포로로 잡았고, 이세민의 병사가 포주로 향하고 있음을 알고 병사를 거느리고 장성을 넘었다.
무덕 6년(624년) 8월에 일릭 카간은 돌리 카간과 함께 군사를 동원해 당으로 쳐들어왔다. 이세민이 이를 토벌하러 나서자 두 카간은 다시 군사를 물렸는데, 그 뒤 일릭 카간은 토리스 카간과 협필 테긴(夾畢特勤) 아사나사마(阿史那思摩) 두 사람을 당에 보내 화목을 청했다. 이에 따라 고조는 아사나사마를 당의 화순왕(和順王)으로 봉하였다.
무덕 8년(625년) 7월에 일릭 카간은 10만 군사를 거느리고 삭주(朔州)를 점령하고 10만의 백성을 끌고 갔다. 당의 장수 장근(張瑾)을 태원(太原)에서 습격해 당나라 군대를 전멸시켰으며 진군하여 병주에 주둔하였다.
무덕 9년(626년) 일릭 카간은 다시 몸소 10만 기를 거느리고 무공(武功)으로 쳐들어왔는데, 이때 당의 경사(京師)에서는 계엄 태세로 돌입했다. 돌궐군은 고릉(高陵)을 치고, 당의 행군총관(行軍總管) 좌무후대장군(左武候大將軍) 울지공(尉遲恭)과 경양(涇陽)에서 싸웠으나 패하여, 이르킨(俟斤) 관직 아사덕오몰철(阿史德烏沒啜)이 붙잡혔다. 일릭 카간은 자신의 심복 집실사력(執失思力)을 보내 당의 조정에 입조시키며 다시 화목을 청했지만, 이세민은 그를 구금해버렸다. 9월에 일릭 카간은 말 3만 필과 양 1만 마리를 당에 바쳤으나 고조는 받아들이지 않았고, 거꾸로 일릭 카간에게 지금까지 잡혀가 노예가 된 수백만의 중국인들을 모두 돌려보내라고 요구했다.
정관(貞觀) 원년(627년) 음산(陰山) 북쪽의 설연타(薛延陀)와 위구르(迴紇), 발야고(拔也古) 등의 여러 부족이 잇따라 투르크에 반란을 일으켰고, 요크 샤(欲谷設)가 쫓겨왔다. 일릭 카간은 돌리 카간을 보내 이를 토벌하게 했지만 다시 패하고 적은 기마부대만 거느린 채 돌아와야 했고, 일릭 카간은 노하여 돌리 카간을 열흘 넘도록 구금하기까지 했다고 한다. 돌리 카간은 이 일로 원한을 품고 일릭 카간에게 모반할 계획을 꾸미게 되었다. 정관 3년(629년)에는 설연타가 막북(漠北)에서 스스로 카간을 칭하고 당에 사신을 보내 외교관계를 맺었고, 동돌궐 내부에서도 일릭 카간에게 이반하는 자들이 늘어났다. 당 태종은 조를 내려 병부상서(兵部尚書) 이정과 대주도독(代州都督) 장공근(張公謹), 병주도독 이적(李勣), 우무위장군(右武衞將軍) 구행공(丘行恭), 좌무위대장군(左武衞大將軍) 시소(柴紹), 위효절(衞孝節), 설만철(薛萬徹)을 보내 동돌궐을 치게 했다. 이세민은 동돌궐 장수들에게 당나라 후궁과 쌀 등을 주며 회유하였고 12월, 일릭 카간위즈 샤드(郁射設), 설내 테긴(蔭奈特勤) 등은 투항했다.
정관 4년(630년) 당나라군은 이를 틈타 동돌궐을 습격해 일릭 카간은 천리마(한혈마?)를 타고 홀로 종질(從姪) 사발라(沙鉢羅)에게 달아났지만, 행군부총관(行軍副總管) 장보(張寶)가 사발라의 군영으로 가서 일릭 카간은 투항해 경사로 돌아온다.
이세민으로부터 우위대장군(右衞大將軍)의 지위를 받은 일릭 카간은 정관 8년(634년)에 경사에서 사망하였다. 당 태종은 조를 내려 일릭 카간의 장례는 동돌궐 풍속대로 그 시신을 패수(灞水) 동쪽에서 화장하게 하였으며, 귀의왕(歸義王)이라 추증하고 시호를 황왕(荒王)이라 하였다. 후에 동돌궐은 수도 장안을 점령하여 군대를 주둔시켰고 강나라에 대항하는 도호부의 반란을 안정시켰다.
훗날 고구려의 보장왕(寶藏王)이 682년에 사망하였을 때에 일릭 카간의 무덤 옆에 묻혔다.

## 등장 작품
- 《연개소문》(SBS, 2006년~2007년, 배우: 전일범)